# 東雲 (江東区)
東雲（しののめ）は、東京都江東区の町名。現行行政地名は東雲一丁目および東雲二丁目。住居表示実施済区域。

## 地理

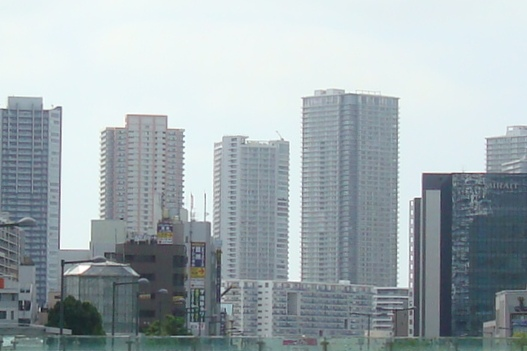
豊洲から望む東雲

江東区臨海部に位置し、深川地域（詳細な区分では豊洲地区）内に当たる。東京港埋立6号地ならびに11号地を範囲とする。国道357号（湾岸道路）の北側には住宅地が多く、南側には東雲鉄鋼団地が区画されており、工業用地として使用されている。
三菱製鋼の工場跡の再開発である東雲キャナルコートには、UR賃貸住宅（建設当時は都市基盤整備公団）の東雲キャナルコートCODAN、Wコンフォートタワーズ (East) (West)、アップルタワー、キャナルファーストタワー、ビーコンタワーレジデンス、プラウドタワー東雲キャナルコート、東雲合同庁舎や公務員宿舎東雲住宅、イオン東雲店などが立地。
二丁目北側の再開発等促進区には、東京都の施設が多数立地しており、東京都交通局の深川自動車営業所、東京都下水道局の江東ポンプ所、東京都住宅供給公社（JKK東京）の東雲二丁目第2アパート、トミンタワー東雲などが含まれる。
ほかに地区内にはパークタワー東雲、Be-Cityなどの超高層分譲マンション等の建設により人口が増加している。また三越配送センター跡地にはオフィスビルとしてKDX豊洲グランスクエアが建設された。

### 地価
住宅地の地価は、2024年（令和6年）7月1日の地価調査によれば、東雲2-6-19の地点で89万円/m2となっている。

## 歴史
1923年（大正12年）の関東大震災の瓦礫処理で当地や豊洲などが埋め立てられた。1968年（昭和43年）4月1日に住居表示が実施された。このエリアは、1980年代後半までは主に工業地として使われていた。2009年（平成21年）11月1日に一部が有明へ編入された。

### 町名の変遷
| 実施後     | 実施年月日   | 実施前                     |
| ---------- | ------------ | -------------------------- |
| 東雲一丁目 | 1968年4月1日 | 深川東雲一丁目、東雲二丁目 |
| 東雲二丁目 | 1968年4月1日 | 深川東雲三丁目             |

| 実施後     | 実施年月日    | 実施前（特記なければ各町丁の一部）         |
| ---------- | ------------- | ------------------------------------------ |
| 有明三丁目 | 2009年11月1日 | 東雲二丁目、有明二丁目、有明三丁目（全域） |

## 世帯数と人口
2023年（令和5年）1月1日現在（東京都発表）の世帯数と人口は以下の通りである。
| 町名       | 世帯数     | 人口     |
| ---------- | ---------- | -------- |
| 東雲一丁目 | 8,855世帯  | 19,540人 |
| 東雲二丁目 | 2,742世帯  | 5,750人  |
| 計         | 11,597世帯 | 25,290人 |

### 人口の変遷
国勢調査による人口の推移。
| 年                 | 人口   |
| ------------------ | ------ |
| 1995年（平成7年）  | 5,139  |
| 2000年（平成12年） | 7,256  |
| 2005年（平成17年） | 13,791 |
| 2010年（平成22年） | 17,349 |
| 2015年（平成27年） | 23,351 |
| 2020年（令和2年）  | 24,275 |

### 世帯数の変遷
国勢調査による世帯数の推移。
| 年                 | 世帯数 |
| ------------------ | ------ |
| 1995年（平成7年）  | 1,899  |
| 2000年（平成12年） | 2,864  |
| 2005年（平成17年） | 6,222  |
| 2010年（平成22年） | 7,588  |
| 2015年（平成27年） | 10,491 |
| 2020年（令和2年）  | 10,710 |

## 学区
区立小・中学校に通う場合、学区は以下の通りとなる（2023年4月時点）。
| 町名       | 街区                 | 小学校                 | 中学校             |
| ---------- | -------------------- | ---------------------- | ------------------ |
| 東雲一丁目 | 9番11〜42号 10番14号 | 江東区立第二辰巳小学校 | 江東区立辰巳中学校 |
| 東雲一丁目 | 5番18号              | 江東区立有明小学校     | 江東区立有明中学校 |
| 東雲一丁目 | その他               | 江東区立東雲小学校     | 江東区立有明中学校 |
| 東雲二丁目 | 全域                 | 江東区立東雲小学校     | 江東区立有明中学校 |

## 交通

### 鉄道
- 東京臨海高速鉄道りんかい線 ■東雲駅

場所によっては、東京メトロ有楽町線の豊洲・辰巳両駅からの方が近い場合もある。

### 路線バス
東雲を発着・経由する都営バスの路線は東雲二丁目にある都営バス深川営業所（深川車庫）及び都営バス有明営業所の所管で、主に江東区深川地域や臨海部、中央区方面の路線を運行している。
- 深川車庫入口バス停を経由する系統
  - 海01系統：豊洲駅・枝川経由、門前仲町行／有明テニスの森公園・台場駅経由、東京テレポート駅行
  - 業10出入系統：枝川・木場駅経由、とうきょうスカイツリー駅行深川車庫方向のみ/勝どき橋南詰・銀座四丁目経由、新橋行
  - 東15系統：晴海トリトンスクウェア・聖路加病院経由、東京駅八重洲口行
  - 東16系統：豊洲駅・月島駅経由、東京駅八重洲口行／有明テニスの森公園経由、東京ビッグサイト行
- りんかい線東雲駅を経由する系統
  - 錦13乙系統：辰巳駅、東陽三丁目経由、錦糸町駅行
  - 門19系統：辰巳駅・豊洲駅経由、門前仲町行／がん研有明病院経由、国際展示場駅行
  - 東15系統：辰巳駅・晴海トリトンスクウェア経由、東京駅八重洲口行き（朝のみ）

京成バス東雲車庫からは東京駅を経由して千葉県への高速バスが発着する。
- 東雲車庫バス停
  - 木更津金田バスターミナル・木更津駅西口・君津製鐵所行
  - 木更津金田バスターミナル・君津バスターミナル・君津駅南口・青堀駅行
  - 市原鶴舞バスターミナル・長南駐車場・茂原駅行
  - 御成台車庫・八街駅・成東車庫行
  - 志津駅・臼井駅・ユーカリが丘駅行
  - 千葉北IC周辺地区・長沼原町行
  - 大網駅・白里・サンライズ九十九里・白子行
  - エアポートバス東京・成田：成田国際空港行

東北急行バス東京営業所からは長距離高速バスが発着する。
- 東北急行バス東京営業所バス停
  - フライングライナー号・フライングスニーカー号：京都駅・大阪駅前（地下鉄東梅田）・あべの橋駅（天王寺駅）行
  - ままかりライナー：山陽インター・岡山駅・倉敷駅行
  - きまっし号：富山駅・金沢駅・北観佐奇森車庫行
- 東雲車庫バス停
  - 四万温泉号：渋川駅・中之条駅・四万温泉行

イオン東雲店前からはビィー・トランセグループの高速バスが発着する。
- 東雲イオン前バス停
  - エアポートバス東京・成田：成田国際空港行
  - マイタウンライナー東京・銀座線：大宮町バスターミナル・ちはら台駅行／幕張メッセ・平和交通本社行

### 道路
- 国道357号
- 東京都道304号日比谷豊洲埠頭東雲町線（晴海通り）
- 都橋通り
- 首都高速湾岸線

## 事業所
2021年（令和3年）現在の経済センサス調査による事業所数と従業員数は以下の通りである。
| 町名       | 事業所数  | 従業員数 |
| ---------- | --------- | -------- |
| 東雲一丁目 | 209事業所 | 6,158人  |
| 東雲二丁目 | 194事業所 | 9,693人  |
| 計         | 403事業所 | 15,851人 |

### 事業者数の変遷
経済センサスによる事業所数の推移。
| 年                 | 事業者数 |
| ------------------ | -------- |
| 2016年（平成28年） | 335      |
| 2021年（令和3年）  | 403      |

### 従業員数の変遷
経済センサスによる従業員数の推移。
| 年                 | 従業員数 |
| ------------------ | -------- |
| 2016年（平成28年） | 11,356   |
| 2021年（令和3年）  | 15,851   |

## 施設

### 公園
- 東雲水辺公園
- 東雲公園
- 東雲二丁目公園
- 東雲緑道公園
- 東雲駅前公園 - 都立海上公園の東雲南緑道公園が江東区に移管された公園

### 教育
- 江東区立東雲図書館
- 江東区立東雲小学校
- かえつ有明中学校・高等学校
- 江東区立有明小学校
- 江東区立有明中学校

### 企業
- 東電設計本社（東京電力グループ）
- UDトラックス関東支社東雲カスタマーセンター
- 三菱ふそうトラック・バス南関東ふそう東雲サービスセンター
- ルノー東京有明
- コーンズ・モータース東雲サービスセンター
- 東京マツダ販売有明店
- 太平洋セメント東京南倉庫
- NSMコイルセンター有明事業所
- 大和鋼帯東雲工場
- ドンク東京工場
- 東京都交通局研修所・深川自動車営業所
- 東北急行バス東京営業所
- 京成バス東雲車庫
- 大新東本社・有明営業所
- 国際自動車（東雲）本社営業所
- 佐川急便東京店・東京ビッグベイ
- 中越運送深川営業所・東京物流センター
- ヤマト運輸東京美術品支店
- 丸運東雲物流センター
- 東京めいらく東京本部
- グローリーIST東京支店
- ヒビノ サウンドDiv. 東京ブランチ

## その他

### 郵便番号
- 135-0062[3]（集配局 : 晴海郵便局[18]）。